# Ecran TV curbat
Primele televizoare care au fost fabricate au fost televizoare CRT alb-negru. Pe măsură ce tehnologia a avansat, televizoarele CRT au evoluat de la alb-negru la color și apoi de la analogic la digital. Apoi au apărut televizoarele LED, 3D și inteligente și mai nou televizoarele UHD, OLED și curbate.
Primul ecran curbat din lume a fost Cinerama, care a debutat în New York în anul 1952. Nenumărate teatre, inclusiv Cinerama Dome din Hollywood au început să utilizeze ecrane curbate orizontal pentru a contracara distorsiunile de imagine asociate cu formate super-late precum 23:9 CinemaScope